# Distretto di Mazán
Il distretto di Mazán è uno dei tredici distretti della provincia di Maynas, in Perù. Si trova nella regione di Loreto e si estende su una superficie di 9.922,45 chilometri quadrati.
Istituito il 2 luglio 1943, ha per capitale la città di Mazán.